# Regionalna geografija
Regionalna geografija je znanost o mnogostrukim aspektima određenog dijela Zemljine površine. Iako se često svrstava u antropogeografiju, regionalna geografija uključuje i proučavanje reljefnih oblika i resursa određenog područja. Regionalna geografija je znanost o načinima na kojima jedinstvene kombinacije prirodnih i ljudskih čimbenika proizvode teritorije s različitim krajolikom i kulturnim atributima.
Ova grana geografije traži regionalizaciju Zemljine površine te opisivanje jedinstvenih karaktera ili osobnosti regija. Ona uključuje jednako razumijevanje i fizičke i antropogeografije i kako ispreplitanje tih elemenata u nekom području proizvodi regionalni karakter. Potraga za takvim "regionalnim karakterom" glavni je cilj regionalnog geografa. Može se reći da je regionalna geografija u suprotnosti sistematičnoj geografiji (poput socijalne ili ekonomske geografije).
Sve specijalnosti, grane i ogranci opće geografije, odnosno fizičke i antropogeografije, imaju analitičko značenje, te se s obzirom na objekt, cilj i zadatke geografske znanosti koriste kao pomoćne discipline. Kompleksno proučavanje prostorne stvarnosti na Zemljinoj površini, tj. osnovni i bitni dio geografskog rada, oslanja se djelomično na opće rezultate tih analitičkih studija, ako ih ima. Budući da prostorna stvarnost Zemljine površine, tj. osobine prirodne sredine, i društveno-ekonomska i kulturna nadgradnja, nisu jednolike, već sastavljene od prostorno raznolikih i vremenski promjenljivih individualnih cjelina ili geografskih područja, upotrebljava se za kompleksno bitno geografsko proučavanje i naziv regionalna geografija.

## Poveznice
- Regija
- Antropogeografija
- Fizička geografija
- Popis geografskih tema